# تفجير مستشفى ليفربول للنساء
تفجير مستشفى ليفربول للنساء قبل الساعة 11:00 صباحًا بتوقيت جرينتش وفي 14 نوفمبر 2021 انفجرت سيارة أجرة في موقف للسيارات خارج المدخل الرئيسي لمستشفى ليفربول للنساء في ليفربول إنجلترا. قتل الراكب وأصيب سائق التاكسي. وأعلن لاحقًا أن الانفجار كان حادثًا إرهابيًا.

## الحادث
في 14 نوفمبر 2021، في حوالي الساعة 10:59 صباحًا بتوقيت جرينتش وقع انفجار داخل سيارة أجرة في موقف للسيارات أمام المدخل الرئيسي لمستشفى ليفربول للنساء. من المحتمل أن يكون سبب الانفجار صواعق عبوة ناسفة كان يحملها راكب سيارة الأجرة، الذي قُتل في الحادث، بعد أن صنع العبوة أثناء الرحلة. نُقل سائق سيارة الأجرة إلى المستشفى بإصابات طفيفة ووصف بأنه «مهتز ومصاب» وأذنه تحتاج إلى خياطة، ولكن تم إطلاق سراحه في اليوم التالي.
حضرت شرطة ميرسيسايد مكان الحادث إلى جانب طواقم الإطفاء والإسعاف وكان برفقتهم اللوجستيات العسكرية وفرقة المتفجرات. تم إغلاق المستشفى وأغلقت الطرق، وفُرض طوق حول المستشفى بحلول المساء، وحافظت الشرطة المسلحة على تواجدها.

## التحقيق
ثبت أن سائق التاكسي ديفيد بيري استلم طلب أجره في شارع روتلاند على بعد حوالي 10 دقائق بالسيارة من المستشفى. أشارت التقارير المبكرة إلى أنه فور وصوله أغلق أبواب سيارته على الراكب قبل أن تشتعل فيها النيران، على الرغم من أن متحدثًا باسم مكافحة الإرهاب أشار إلى أن الضباط لم يتحدثوا بعد إلى بيري حتى مساء الأحد.
قامت الشرطة باعتقال ثلاثة أشخاص بموجب قانون الإرهاب، وعلى الرغم من أنهم لم يعلنوا في ذلك الوقت أن الانفجار كان حادثًا إرهابيًا، قالوا إن التحقيق يديره ضباط مكافحة الإرهاب «بحذر». قال روبرت رايت من صحيفة فاينانشيال تايمز إن أي قرار بأن الحادث يعتبر إرهابًا سيكون من قبل قيادة مكافحة الإرهاب في شرطة العاصمة.
داهمت الوحدات المسلحة لشرطة ليفربول ممتلكات في منطقة سيفتون بارك، على الرغم من أن هيئة الإذاعة البريطانية أشارت إلى أنها لم «تؤكد ما إذا كان الحادثان مرتبطان أم لا». تم القبض على ثلاثة رجال تتراوح أعمارهم بين 29 و26 و21 عامًا في منطقة كينسينجتون في ليفربول بموجب قانون الإرهاب. وذكرت الشرطة فيما بعد أن الاعتقالات كانت رداً مباشراً على الهجوم. تمت الاعتقالات في شارع بوالر الذي يقع على مسافة قريبة من المستشفى، وتم القبض على رجل رابع. تم إخلاء عدد من المنازل في منطقة سيفتون بارك. وأشارت إندبندنت إلى أن هذا كان «إجراء احترازيًا معتادًا... عند الاشتباه في وجود مواد متفجرة أو العثور عليها».

### الجاني
مات الجاني أثناء الهجوم. تم التعرف عليه بعد يوم من الهجوم على أنه عماد السوالمين البالغ من العمر 32 عامًا. ذكرت الشرطة أنها تعتقد أنه عاش في عنوان شارع ساتكليف لبعض الوقت لكنه بدأ مؤخرًا في استئجار عقار في شارع روتلاند. وصل إلى المملكة المتحدة في حوالي عام 2014 وطلب اللجوء كلاجئ سوري، وهو أمر تم رفضه لأن المسؤولين اعتقدوا أنه أردني وليس سوريًا، حالة الهجرة الخاصة به وقت وقوع الحادث غير معروفة. قبل الحادثة بسبع سنوات تم تشريحه بعد محاولته الانتحار والتلويح بسكين في وسط مدينة ليفربول، بعد ذلك تحول من الإسلام إلى المسيحية في عام 2015.
أشارت تقارير الصحف إلى أن السوالمين قد تحول إلى المسيحية لأغراض اللجوء فقط، لكن كنيسة إنجلترا قالت إنه لا يوجد دليل على أن طلبات اللجوء الخاصة بالمتحولين يتم تتبعها بسرعة. تم تعميده في عام 2015 وتأكيده في عام 2017، قبل أن يفقد الاتصال بكاتدرائية ليفربول في العام التالي، قالت الكنيسة إن لديها إجراءات مطبقة «لمعرفة ما إذا كان شخص ما قد يعبر عن التزام حقيقي بالإيمان».

### الجهاز
تم صنع العبوة الناسفة يدويًا من قبل الجاني باستخدام مكونات ومواد كيماوية تم شراؤها على مدى عدة أشهر. أما كيف تم إجراء عمليات الشراء فهي قيد التحقيق. تم العثور على محامل كروية داخل السلاح والتي كان من شأنها أن تزيد من فتكها لو تم تفجيرها على النحو المنشود. وقالت الشرطة إن التفجير الجزئي في المستشفى ربما يكون قد حدث قبل الأوان بسبب حركة السيارة أو أثناء التجميع النهائي. وذكروا أيضًا أن السلاح كان مختلفًا عن القنبلة المستخدمة في قصف مانشستر أرينا.

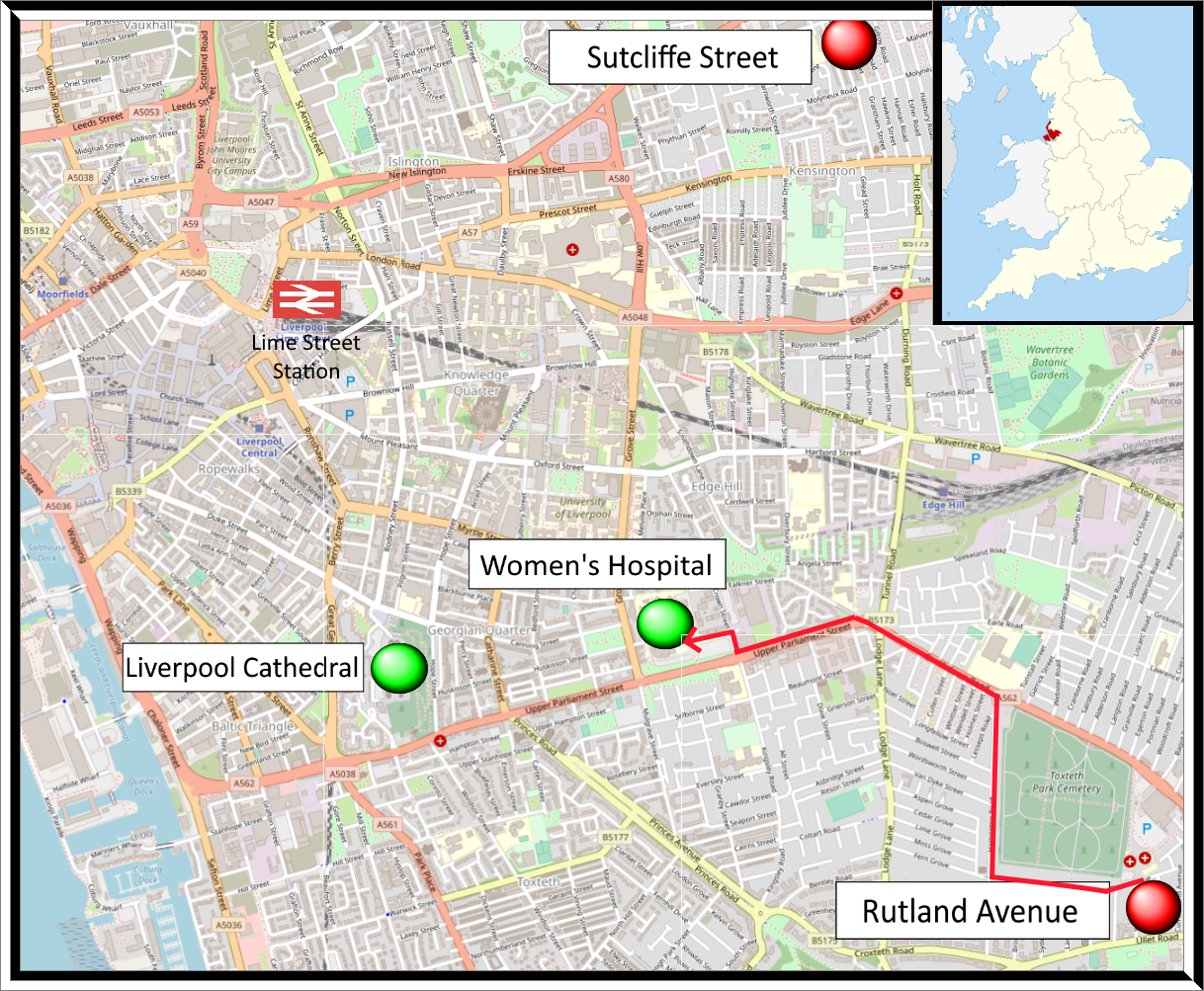
جغرافيا الأحداث، بما في ذلك مسار رحلة الجاني بسيارة الأجرة.

## الإستجابة
تساءلت صحيفة الإندبندنت عما إذا كان هناك «صلة بين توقيت الحادث وحقيقة وقوعه في يوم ذكرى الأحد، مع التزام دقيقة الصمت المصاحبة عادةً في الساعة 11 صباحًا». وأشارت الصحيفة إلى أن المستشفى يقع على مسافة قصيرة من كاتدرائية ليفربول، حيث أقيمت خدمة إحياء الذكرى وحضرها الآلاف من قدامى المحاربين والعسكريين مع عرض لاحق. وعلى هذا ذكرت الشرطة: نحن ندرك بالطبع أنه كانت هناك أحداث لإحياء الذكرى على بعد مسافة قصيرة من المستشفى وأن الانفجار حدث قبل الساعة 11 صباحًا بقليل. لا يمكننا في الوقت الحالي رسم أي صلة بهذا الأمر، لكنه خط استفسار نسعى إلى متابعته.
أدلى عمدة ليفربول جوان أندرسون ببيان بينما هنأ رئيس الوزراء بوريس جونسون بيري، مشيرًا إلى أنه «يبدو أن سائق التاكسي المعني تصرف بحضور مذهل وشجاعة».
في 15 نوفمبر 2021 أعلنت الشرطة أن الانفجار كان حادثًا إرهابيًا، وتم رفع مستوى التهديد الإرهابي في المملكة المتحدة من كبير إلى شديد. انضم المكتب الخامس إلى التحقيق في نفس يوم الحادث في دور مساند للشرطة المحلية، بينما اجتمعت غرف إحاطة مكتب مجلس الوزراء صباح الاثنين. ذكرت صحيفة التلغراف أن الجاني لم يكن معروفًا لـ المكتب الخامس.